# Cicadulina bipunctella
Espèce
Cicadulina bipunctella est une espèce d'insectes hémiptères de la famille des Cicadellidae.

## Description
Dans sa publication de 1904, Leopold Melichar indique que cette espèce mesure 3 mm.

## Systématique
Le nom valide complet (avec auteur) de ce taxon est Cicadulina bipunctata (Melichar, 1904).
L'espèce Cicadulina bipunctella a été décrite pour la première fois en 1904 par l'entomologiste morave Leopold Melichar (1856-1924) sous le protonyme Gnathodus bipunctatus.
Cicadulina bipunctata a pour synonymes :
- Balclutha bipunctata (Melichar, 1904)
- Cicadula bipunctella Matsumura, 1908
- Cicadulina bipunctata (Melichar, 1904)
- Cicadulina bipunctella (Matsumura, 1908)
- Cicadulina zeae China, 1926
- Cicadulina zeal China, 1926
- Gnathodus bipunctatus Melichar, 1904

## Publication originale
- (de-AT) L. Melichar, « Neue Homopteren aus Süd-Schoa, Gala und Somal-Länden », Verhandlungen Zoologisch-Botanischen Gesellschaft in Wien, vol. 54,‎ 1904, p. 25–48 (ISSN 0084-5647, OCLC 01696071, DOI 10.5962/BHL.PART.27685, lire en ligne).